# (36478) 2000 QQ29
2000 QQ29 (asteroide 36478) é um asteroide da cintura principal. Possui uma excentricidade de 0.18525170 e uma inclinação de 3.75058º.
Este asteroide foi descoberto no dia 24 de agosto de 2000 por LINEAR em Socorro.